# トクセウス
トクセウス（古希: Τοξεύς, Toxeus）は、ギリシア神話の人物である。
主に、
- オイネウスの子
- テスティオスの子
- エウリュトスの子

の3人が知られている。以下に説明する。

## オイネウスの子
このトクセウスは、アイトーリア地方のカリュドーンの王オイネウスとアルタイアーの子で、メレアグロス、テュレウス、クリュメノス、ゴルゲー、デーイアネイラと兄弟。
アポロドーロスによると、トクセウスは溝を飛び越えたという理由で父オイネウスに殺された。このエピソードの意味ははっきりしないが、ローマ神話において、ローマの始祖ロームルスとレムスの兄弟についても同様の話が残っており、トクセウス殺害には何らかの宗教的理由があると考えられている。

## テスティオスの子
このトクセウスは、アイトーリア地方のプレウローンの王テスティオスとエウリュテミス（あるいはレウキッペー）との子で、アルタイアー、レーダー、ヒュペルムネーストラー、エウヒッポス、プレークシッポス、エウリュピュロス、イーダイオス、リュンケウスと兄弟。
オウィディウス『変身物語』によると、トクセウスは兄弟のプレークシッポスとともにカリュドーンの猪狩りに参加したが、2人は討ち取った猪の毛皮を誰が所有するかについて、甥のメレアグロスと対立し、アタランテーに与えられた毛皮を奪い取った。このためプレークシッポスはメレアグロスに殺された。さらにトクセウスも兄弟の仇を討つべきか躊躇しているうちに殺された。ヒュギーヌスによれば、猪狩りに参加し、メレアグロスと対立して殺されたのは、プレークシッポス、イーダイオス、リュンケウスの3人である。

## エウリュトスの子
このトクセウスは、オイカリアー王エウリュトスの子で、デーイオーン、クリュティオス、イーピトス、イオレー、あるいはモリオーン、クリュティオス、イオレーと兄弟。彼らは姉妹イオレーに対するヘーラクレースの求婚を拒んだため、後にヘーラクレースの報復を受けて殺され、イオレーは奪われた。殺されたときトクセウスはまだ青年になる前だったという。